# Elektroprivreda Hrvatske zajednice Herceg Bosne

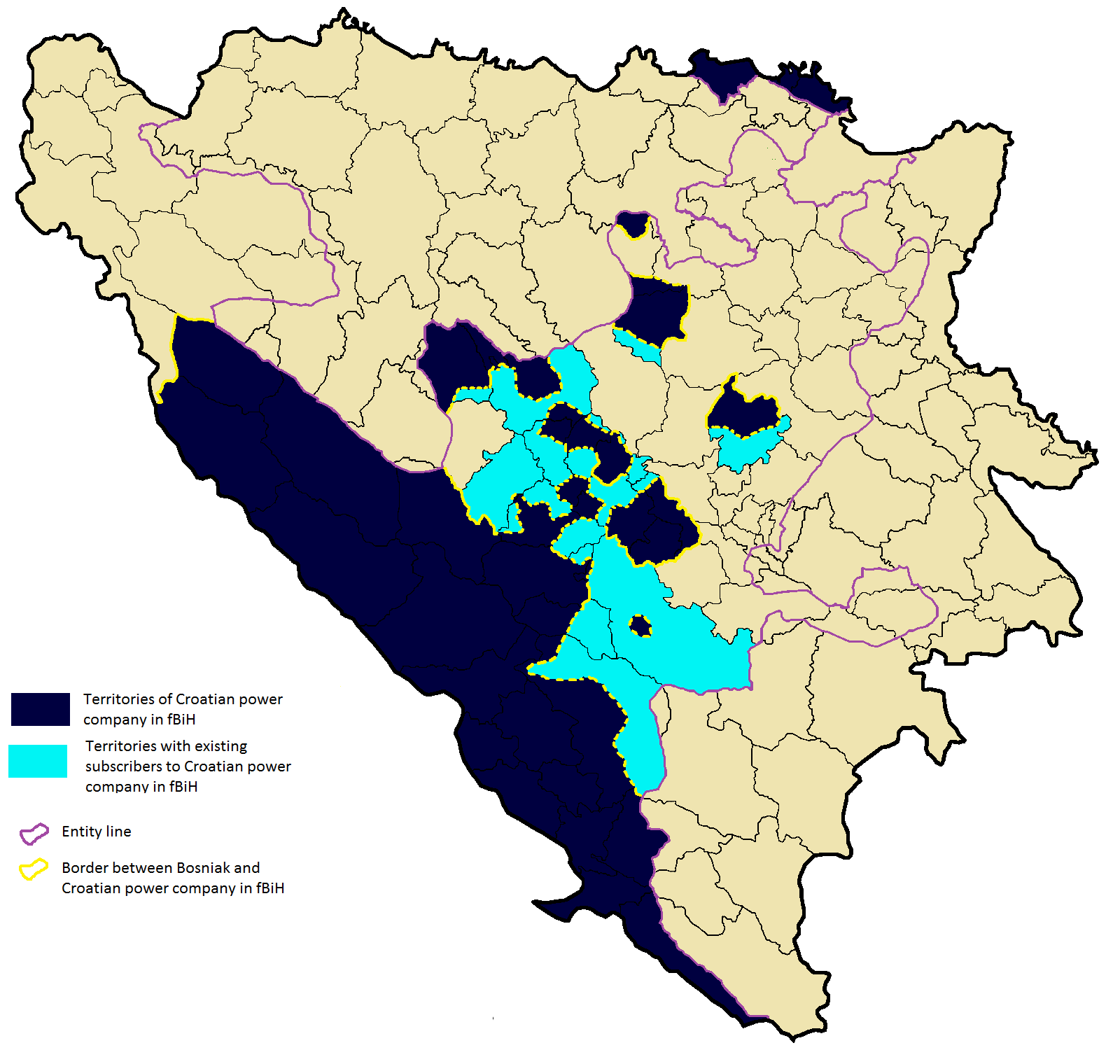
Der Versorgungsbereich der JP „Elektroprivreda HZ HB“ d.d. Mostar

JP „Elektroprivreda HZ HB“ d.d. Mostar (ausgeschrieben Javno poduzeće „Elektroprivreda Hrvatske zajednice Herceg Bosne“ dioničko društvo Mostar; kroatisch für Staatliches Unternehmen „Elektrizitätswirtschaft der kroatischen Gemeinschaft Herceg-Bosna“, Aktiengesellschaft Mostar) ist einer der drei staatlichen Stromerzeuger in Bosnien-Herzegowina. Der Konzern hat seinen Hauptsitz in Mostar. Das Unternehmen beschäftigte im Jahr 2017 rund 2.142 Angestellte.
Elektroprivreda HZ HB wurde während des Bosnienkriegs am 28. August 1992 in der Kroatischen Gemeinschaft Herceg-Bosna, den unter kroatischer Kontrolle stehenden Gebieten in Bosnien-Herzegowina, gegründet. Der Stromerzeuger ist in 35 Gemeinden in Bosnien-Herzegowina tätig.
Der Konzern betreibt einen Windpark und sieben Wasserkraftanlagen: an der Rama (HE Rama), in Čapljina (CHE Čapljina), Mostar (HE Mostar), Jajce (HE Jajce I & HE Jajce II), Grude (HE Peć Mlini) und Rodoč (HE Mostarsko Blato).
Das Unternehmen verfügt über 12.572 Kilometer an Stromleitungen. Es beliefert 190.000 Haushalte und Unternehmen mit elektrischer Energie. Elektroprivreda HZ HB befindet sich zu 90 % in staatlicher Hand, 10 % der Aktien befinden sich im Streubesitz von Kleinaktionären.

## Standorte
Neben dem Hauptsitz in Mostar ist das Unternehmen noch in den nachfolgenden Landkreisen vertreten:
- Kanton Herzegowina-Neretva
  - Jablanica
  - Mostar
  - Citluk
  - Capljina
  - Stolac
  - Neum
  - Ravno

- Kanton West-Herzegowina
  - Posusje
  - Grude
  - Ljubuski
  - Široki Brijeg
- Kanton 10
  - Tomislavgrad
  - Livno
  - Kupres
  - Glamoc
  - Bosansko Grahovo
  - Drvar
- Kanton Zentralbosnien
  - Jajce
  - Dobretici
  - Travnik
  - Novi Travnik
  - Vitez
  - Kiseljak
  - Kresevo
  - Fojnica
  - Gornji Vakuf-Uskoplje
- Kanton Zenica-Doboj
  - Usora
  - Maglaj
  - Zepce
  - Vares
- Kanton Posavina
  - Odzak
  - Orasje
  - Domaljevac-Samac